# ماساکی اوهاشی
ماساکی اوهاشی (انگلیسی: Masaki Ohashi؛ زادهٔ ۸ مهٔ ۱۹۹۳) بازیکن هاکی روی چمن اهل ژاپن است.